# Región de Malta Xlokk

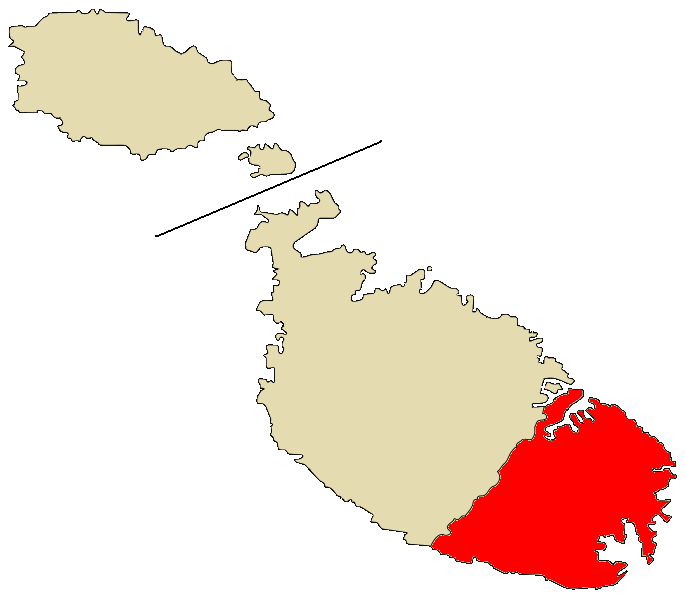
Región de Malta Xlokk

Malta Xlokk, también conocida como la South Eastern Region, fue una región de Malta entre 1993 y 2009. Estaba ubicada en la isla principal de Malta, en la frontera con Malta Majjistral. El nombre se refería al viento Sirocco, que es Xlokk en maltés.
La región fue creada por la Ley de Concejos Locales de 30 de junio de 1993, y se integró a la constitución en 2001. Fue derogada por la Ley n.º XVI de 2009, y se dividió en la Southern Region y parte de la South Eastern Region.

## Subdivisión

### Distritos
La región incluyó 2 distritos estadísticos:
- Sureste
- Puerto Sur

### Ayuntamientos
Malta Xlokk incluyó 25 ayuntamientos:
- Birgu (Città Vittoriosa)
- Birżebbuġa
- Bormla (Città Cospicua)
- Fgura
- Floriana
- Għaxaq
- Gudja
- Senglea (Città Invicta)
- Kalkara
- Kirkop
- Luqa
- Marsa
- Marsaskala (Wied il-Għajn)
- Marsaxlokk
- Mqabba
- Paola (Raħal Ġdid)
- Qrendi
- Safi
- Santa Luċija
- Tarxien
- La Valeta (Città Umilissima)
- Xgħajra
- Żabbar (Città Hompesch)
- Żejtun (Città Beland)
- Żurrieq